# Джиссі
Джиссі (італ. Gissi) — муніципалітет в Італії, у регіоні Абруццо, провінція К'єті.
Джиссі розташоване на відстані близько 175 км на схід від Рима, 105 км на схід від Л'Аквіли, 50 км на південний схід від К'єті.
Населення — 2860 осіб (2014).
Щорічний фестиваль відбувається 20 травня. Покровитель — San Bernardino.

## Демографія
Населення за роками:

Станом на 1 січня 2023 року в муніципалітеті офіційно проживало 118 іноземців з 23 країн, серед них 70 громадян країн Євросоюзу та 2 громадяни України.

## Сусідні муніципалітети
- Атесса
- Карпінето-Сінелло
- Казалангуїда
- Фурчі
- Монтеодоризіо
- Сан-Буоно
- Шерні